# Jacques Martin
Jacques Martin (Straatsburg, 25 september 1921 - Pully, 21 januari 2010) was een Franse striptekenaar. Samen met Hergé en Edgar P. Jacobs wordt hij tot de drie groten van de zogenaamde "Brusselse school" gerekend.

## Biografie
Martin kwam uit een familie van vliegtuigbouwkundigen en was afgestudeerd als ingenieur.
In zijn jeugd had Martin drie passies: klassieke kunst, stripverhalen en geschiedenis. Hij schreef zich in voor een opleiding aan de school "Kunst en beroep", waar hij een puur technische opleiding kreeg, maar het artistieke nam toch de bovenhand. In 1942 creëerde hij onder het pseudoniem Jam Les Aventures du Jeune Toddy. Hij kreeg interesse in de Grieks-Romeinse oudheid door het lezen van de historische roman Salammbó van Gustave Flaubert.
Na de Tweede Wereldoorlog ging hij naar België en bezocht hij alle uitgevers. Hij ging samenwerken met de graficus Leblicq. Hieruit ontstond het pseudoniem Marleb, dat hij bleef gebruiken ook nadat de samenwerking was beëindigd. Hij creëerde diverse reeksen zoals Le Hibou Gris, Le Sept de Trèfle en La Cité Fantastique. Voor het magazine Bravo! schreef hij verhalen onder de titel Monsieur Barbichou, Lamar l'Homme Invisible en Oeuil-de-Perdrix.
In 1948 creëerde hij de reeks Alex, die in het weekblad Kuifje verscheen. In datzelfde weekblad verscheen in 1952 zijn nieuwe creatie Lefranc. Op 1 januari 1954 trad hij officieel toe tot de studio Hergé, waar hij meewerkte aan diverse avonturen van Kuifje.
Hij tekende ook, als enige, vanaf pagina 26 het laatste Jo, Suus en Jokko-album De Najavallei, doch in het album wordt alleen Hergé als maker genoemd. Het scenario na pagina 25 is van Hergé en Martin. Het kwam in 1956 uit.
Maar zijn eigen creaties vergat hij niet: in de Kuifje-periode, die 19 jaar duurde, publiceerde hij zeven Alex- en drie Lefranc-albums. Nadat hij Kuifje verliet, publiceerde hij in tien jaar tijd nog eens negen Alex- en vier Lefranc-albums. Daarnaast startte Martin in 1978 samen met Jean Pleyers de serie Jhen, in het Nederlands uitgegeven onder de naam Tristan.
In 1983 startte hij Arno samen met André Juillard en in 1990 begon hij aan de reeks Orion. In 1992 begon hij met Jean Pleyers aan de reeks Keos. In 1996 verscheen de 20e Alex. In 1998 ontsnapte Jacques Martin niet langer aan de tand des tijds: zijn ogen gingen erop achteruit en hij zocht jonge artiesten om zijn levenswerk voort te zetten. Voor de reeks Alex werkte hij samen met Rafael Moralès en voor Lefranc vond hij een medewerker in Gilles Chaillet en later Christophe Simon, die dan ook al Orion had overgenomen.
In 2003 startte hij de reeks Loïs, getekend door Christophe Simon en Olivier Pâques.
Het verhaal Het Spook van Carthago (Alex 13) won de Prijs voor beste album op het internationaal stripfestival van Angoulême in 1978.
- Biblioteca Nacional de España: XX934383
- Bibliothèque nationale de France: cb12000933w (data)
- Catàleg d'autoritats de noms i títols de Catalunya: 981058511044906706
- Gemeinsame Normdatei: 132131463
- International Standard Name Identifier: 0000 0001 2033 0240
- Library of Congress Control Number: n84036723
- Nationale Bibliotheek van Tsjechië: xx0031015
- Nationale bibliotheek van Australië: 35375702
- Nationale Bibliotheek van Israël: 987007265180005171
- Nederlandse Thesaurus van Auteursnamen: 070042691
- RKD-Nederlands Instituut voor Kunstgeschiedenis: 91694
- Istituto Centrale per il Catalogo Unico: VEAV055026
- SNAC: w6s48r9h
- Système universitaire de documentation: 028109457
- Trove: 930755
- Union List of Artist Names: 500031487
- Virtual International Authority File: 115197539
- WorldCat: E39PBJwtjvQ6wrpvJQ3hpTFFrq